# Binxi (köpinghuvudort i Kina, Heilongjiang Sheng, lat 45,75, long 127,16)
Binxi (kinesiska: 宾西, 宾西镇) är en köpinghuvudort i Kina. Den ligger i provinsen Heilongjiang, i den nordöstra delen av landet, omkring 41 kilometer öster om provinshuvudstaden Harbin. Antalet invånare är 38 968. Befolkningen består av 19 051 kvinnor och 19 917 män. Barn under 15 år utgör 14,0 %, vuxna 15-64 år 79 %, och äldre över 65 år 6,0 %.
Runt Binxi är det ganska tätbefolkat, med 248 invånare per kvadratkilometer. Närmaste större samhälle är Liaodian, 15,1 km sydväst om Binxi. Omgivningarna runt Binxi är en mosaik av jordbruksmark och naturlig växtlighet.
Genomsnittlig årsnederbörd är 839 millimeter. Den regnigaste månaden är juli, med i genomsnitt 186 mm nederbörd, och den torraste är januari, med 8 mm nederbörd.